# 맷 부셸
맷 부셸(Matt Bushell, 1974년 1월 8일 ~ )은 미국의 배우이다.

## 출연 작품
- S.W.A.T.: 파이어 파이트 (2011)
- 멘 오브 어 서튼 에이지 (2009)
- 레더헤즈 (2008)
- 다크 릴 (2008)
- 트와일라잇 (2008)
- 셀터 (2007)
- 에너미 라인스 2 - 악의 축 (2006)
- 스트레이트-자켓 (2004)